# Зона Волайта

Карта регионов и зон Эфиопии

Волайта (англ: Wolayita Zone) — административная зона в Эфиопии. Названа в честь народа Волайте (геэз : ወላይታ Wolaytta), родина которого находится на этой территории.
Граничит на юге с Гамо Гофа, на западе с рекой Омо, отделяющей его от Дауро, на северо-западе с зоной Кембата и Особой воредой Тембаро; на севере с Хадией, на северо-востоке с регионом Оромия, на востоке — река Билате, отделяющая его от региона Сидама, а на юго-востоке — озеро Абая, отделяющее его от региона Оромия.
Административный центр Волайты — Соддо. Другими крупными городами являются Арека, Бодити, Тебела, Беле, Гесуба, Гунуно, Бедесса и Димту.

## Демография
Согласно переписи населения за 2021 год, проведённой Центральным статистическим агентством Эфиопии, в административной зоне проживали 6 142 063 человек (на площади 4 208,64 м²). Среди них женщины — 3 115 050 чел, мужчины — 3 027 013 чел.